# 凯蒂·麦克蒂尔
凯蒂·麦克蒂尔（英語：Katie Mactier，1975年3月23日—），澳大利亚女子自行车运动员。她曾代表澳大利亚参加2004年和2008年夏季奥林匹克运动会自行车比赛，其中2004年夏季奥运会获得一枚银牌。